# Caloptilia pekinensis
Caloptilia pekinensis là một loài bướm đêm thuộc họ Gracillariidae. Nó được tìm thấy ở Trung Quốc (Bắc Kinh).